# صلاح مطر
صلاح مطر روائي وصحفي مصري حاصل على ليسانس كلية الآداب قسم علم النفس وعضو اتحاد الكتاب ونقابة الصحفيين في مصر.
عمل بصحيفتي «العربي» و«الأهرام إبدو – الأهرام الفرنسي» وسكرتير تحرير مجلة «نصف الدنيا» التي تصدر عن مؤسسة الأهرام، وسكرتير تحرير مجلة «فنون» الفصلية التي تصدر عن وزارة الثقافة المصرية، وهو حالياً عضو هيئة تحرير مجلة «الصدى» الإماراتية.

## من مؤلفاته
- «أحلام فقيرة» (مجموعة قصصية - صدرت عن الهيئة العامة لقصور الثقافة عام 1999).[1]
- «نمل وفتات» (رواية - صدرت عام 2000 عن الهيئة العامة للكتاب).
- «الجسر الأزرق» رواية، طبعتان (جزء أول من ثلاثية)
- «الجراد الأبيض وثلاث مومياوات أعلى النهر» تصدر قريباً وهي تمثل الجزء الثاني من ثلاثية «الجسر الأزرق»

## نشاطات
- شارك بأبحاث في ندوات مؤتمر الرواية العربية الذي ينظمه المجلس الأعلى للثقافة بمصر.
- شارك في ندوات وورش عمل نادي القصة بالقاهرة، وبمعرض القاهرة الدولي للكتاب.
- حصل على الجائزة الأولى في القصة القصيرة من نادي القصة بمصر برئاسة الأديب العالمي نجيب محفوظ عام 1994.